# Aéroport de Hyon Ni
L'aéroport de Hyon Ni est un aéroport près de Hyŏl-li dans le Hoeyang-gun, en Corée du Nord, situé à 17 km au sud-ouest de Hoeyang-up.

## Installations
L'aéroport a une seule piste en béton 02/20 mesurant 2704 x 47 mètres,. Il est situé dans une vallée et dispose d'une voie de circulation parallèle sur toute la longueur de la piste, ainsi que d'autres voies de circulation menant à des aires dispersés et au moins 4 abris souterrains.